# Albert Jones
Albert David Jones, född 4 december 1850 i Stockholm, död 7 mars 1924 i Gnesta, var en svensk källarmästare.

## Biografi

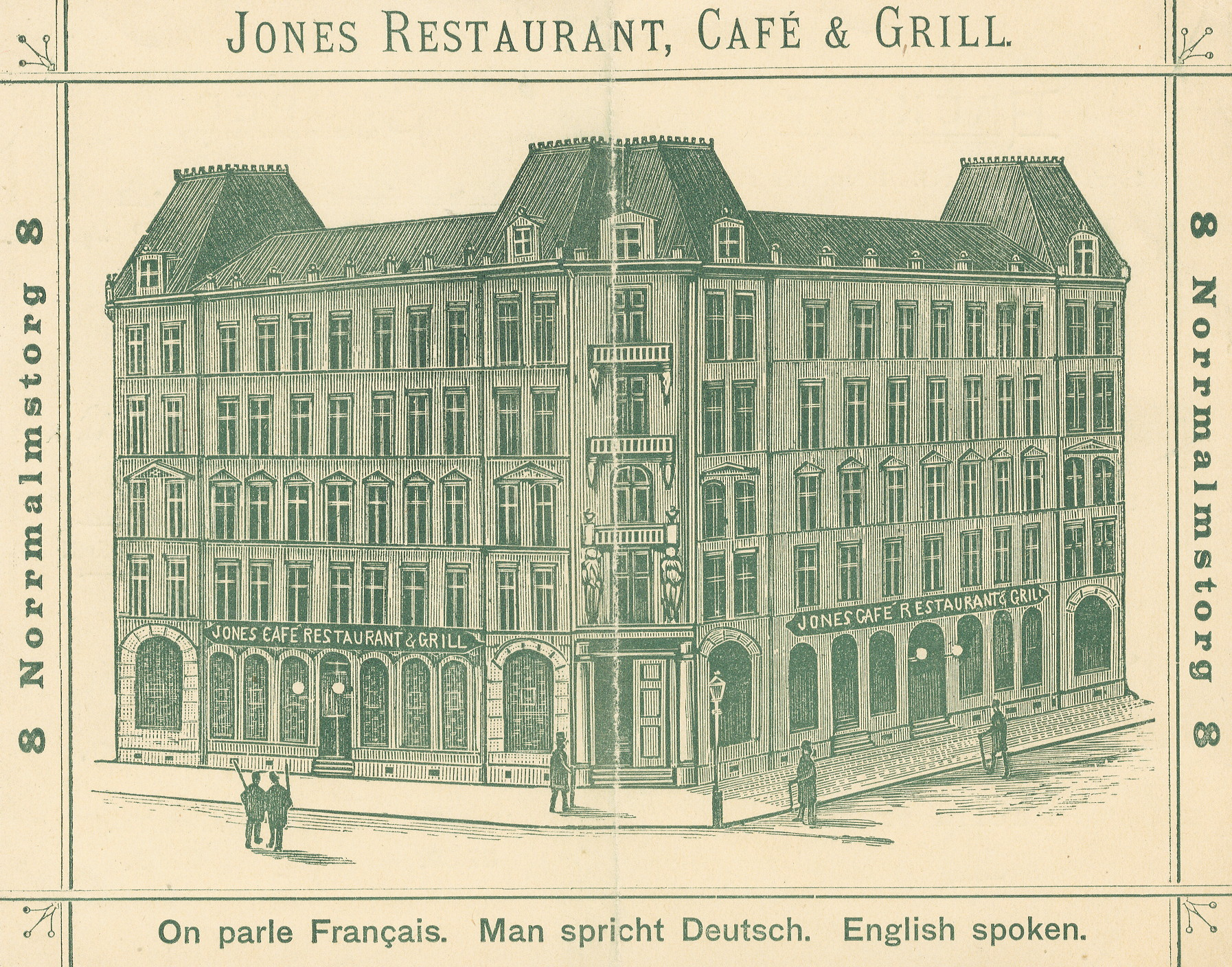
Jones Grill, 1900.

Jones började sin bana vid 11 års ålder på Hôtel de Suède, varefter han kom till Operakällaren och Hotell Rydberg. Han reste 1872 utrikes och hade anställningar  i Hamburg, Paris och London. Vid återkomsten 1882 övertog han Restaurant W6. Tre år senare öppnade han Jones Grill, först vid Jakobs torg 3 och 1889 i det nybyggda hörnhuset Norrmalmstorg 2 / Hamngatan 6. Grillat kött var då en nymodighet och restaurangen grillade sitt kött mitt i lokalen. 
År 1893 sålde Jones grillen och lämnade huvudstaden. Han övertog 1894 Hotell Standard i Norrköping, och 1897 järnvägsrestaurangen i Gnesta. På Jones initiativ byggdes Stora hotellet i Gnesta. Jones var innehavare av järnvägsrestaurangen fram till 1914 då han gick i personlig konkurs. Året innan hade han övertagit Hamburger Börs i Stockholm, vilken också försattes i konkurs. Samma år skänkte han sin stora och värdefulla vapensamling till Nordiska museet.
Jones dog ogift.Han jordfästes i Mosaiska församlingens gravkapell på Norra begravningsplatsen.